# Michal na Ostrove
Michal na Ostrove (bis 1960 slowakisch „Svätý Michal“;  ungarisch Szentmihályfa) ist eine Gemeinde im Südwesten der Slowakei mit 1119 Einwohnern (Stand 31. Dezember 2024). Sie gehört zum Okres Dunajská Streda, einem Teil des Trnavský kraj.

## Geographie

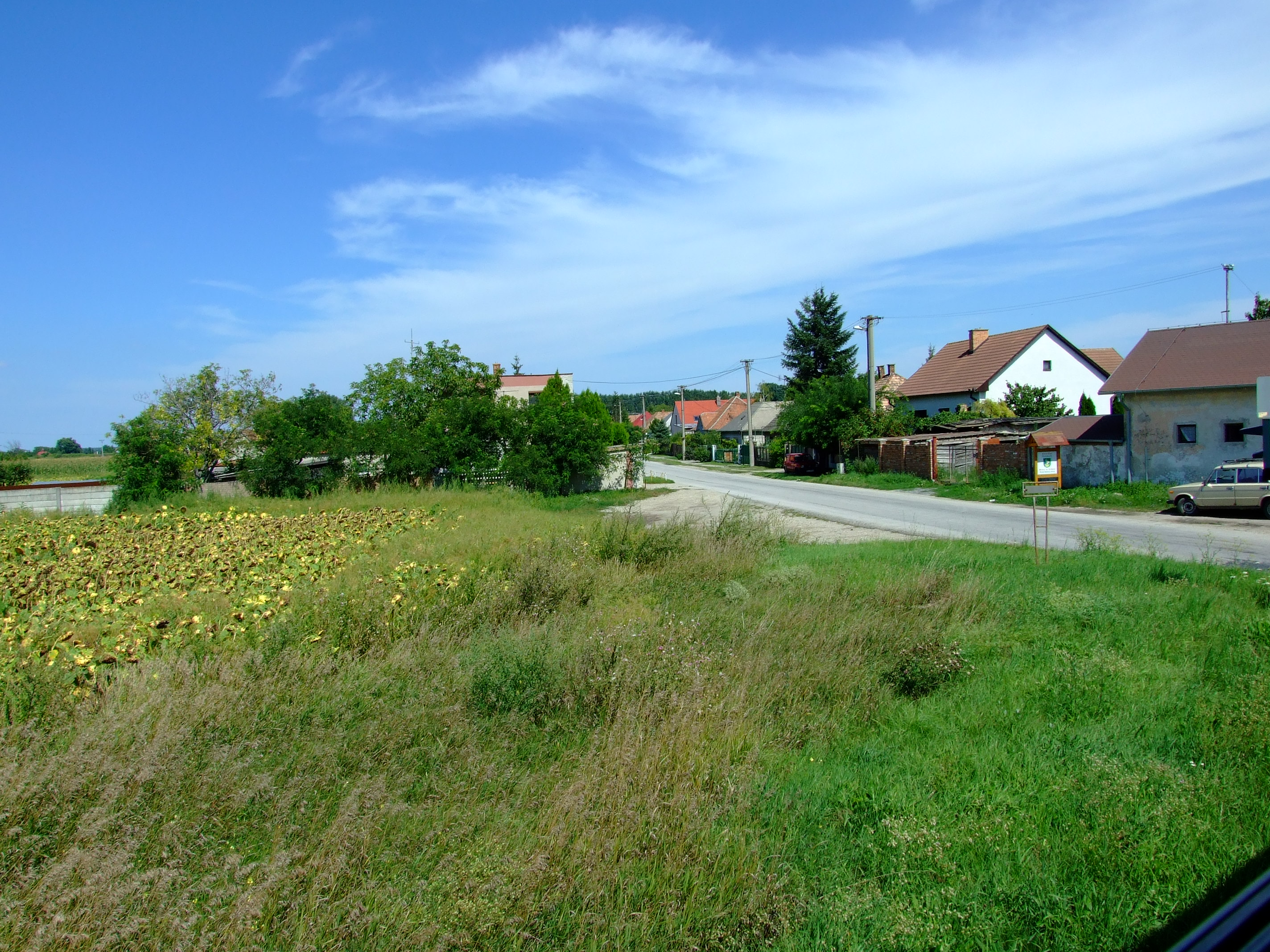
Blick auf das Dorf

Die Gemeinde befindet sich im zentralen Teil der Großen Schüttinsel, einem Teil des slowakischen Donautieflands. Das Gemeindegebiet ist eben, mit Höhen von 116 m n.m. bis 121 m n.m. und ragt keilartig auf einer Länge von fast zwölf Kilometer von einem Punkt südlich der Bahnstrecke Bratislava–Komárno fast bis zum Ufer der Kleinen Donau. Das Ortszentrum liegt auf einer Höhe von 118 m n.m. und ist zehn Kilometer von Dunajská Streda entfernt.
Nachbargemeinden sind Horná Potôň im Westen, Orechová Potôň im Osten und Holice im Süden.

## Geschichte
Der Ort wurde zum ersten Mal 1337 als Zenmihal schriftlich erwähnt und gehörte zu den folgenden Geschlechtern: Orros, Keméndy (1553), Farkas, im 19. Jahrhundert Batthyány und Pongrácz. 1553 sind in einem Steuerverzeichnis 12 Porta angegeben, 1828 zählte man 49 Häuser und 355 Einwohner.
Bis 1919 gehörte der im Komitat Pressburg liegende Ort zum Königreich Ungarn und kam danach zur Tschechoslowakei beziehungsweise heute Slowakei. Auf Grund des Ersten Wiener Schiedsspruchs lag er 1938–45 noch einmal in Ungarn.
Von 1940 bis 1960 war der Ort Čečínska Potôň Teil der Gemeinde, seither ist er Teil von Horná Potôň.

## Bevölkerung
| Jahr                | 1994 | 2004     | 2014     | 2024     |
| ------------------- | ---- | -------- | -------- | -------- |
| Anzahl der Personen | 680  | 827      | 940      | 1119     |
| Unterschied         |      | +21,61 % | +13,66 % | +19,04 % |

| Jahr                | 2023 | 2024    |
| ------------------- | ---- | ------- |
| Anzahl der Personen | 1104 | 1119    |
| Unterschied         |      | +1,35 % |

Nach der Volkszählung 2011 wohnten in Michal na Ostrove 915 Einwohner, davon 692 Magyaren, 175 Slowaken, 14 Roma, zwei Tschechen und jeweils ein Deutscher und Kroate; drei Einwohner waren anderer Ethnie. 115 Einwohner machten keine Angabe. 715 Einwohner bekannten sich zur römisch-katholischen Kirche, 47 Einwohner zur reformierten Kirche, 15 Einwohner zur evangelischen Kirche A. B., drei Einwohner zur griechisch-katholischen Kirche und ein Einwohner zur evangelisch-methodistischen Kirche. 47 Einwohner waren konfessionslos und bei 87 Einwohnern ist die Konfession nicht ermittelt.
Ergebnisse der Volkszählung 2001 (711 Einwohner):
| Nach Ethnie: - 89,03 % Magyaren - 8,16 % Slowaken - 1,83 % Roma - 0,42 % Tschechen - 0,14 % Deutsche | Nach Konfession: - 87,48 % römisch-katholisch - 2,95 % konfessionslos - 1,83 % keine Angabe - 1,69 % evangelisch - 0,14 % griechisch-katholisch |

## Bauwerke
- römisch-katholische Michaelskirche aus dem 14. Jahrhundert, ursprünglich gotisch, 1787 klassizistisch gestaltet